# New Arrival
New Arrival é o quarto e último álbum de estúdio do grupo sueco de música pop A*Teens, lançado em 2003, pela gravadora Stockholm Records. Em 2002, o grupo lançou o álbum Pop 'til You Drop!, cuja sonoridade mesclava o pop norte-americano com diversos outros gênero, tais como reggae, música latina, R&B e rock. Pela primeira vez, o grupo havia participado da composição das faixas e do design do álbum e do próprio figurino. No entanto, o disco foi lançado apenas nos Estados Unidos e em poucos países da Europa e América Latina, excluindo, inclusive, seu país natal, a Suécia.
Para satisfazer os fãs de outros países, o grupo relançou o álbum, incluindo nele seis canções que estavam presentes em Pop 'til You Drop!, e mais seis canções inéditas. Uma nova capa e encartes também foram feitos, e o título passou a ser New Arrival, fazendo referência ao quarto álbum de estúdio do grupo sueco ABBA, lançado em 1976, e intitulado Arrival. Em entrevista, a integrante Marie disse: "Queríamos apresentar um álbum totalmente novo para o mercado europeu, porque alguns de nossos fãs hardcore já importavam Pop 'til You Drop!, então queríamos dar a eles algo novo".
Para promover o trabalho foram lançados dois singles, "Floorfiler", que havia sido single do álbum anterior e "Perfect Match". A faixa "Let Your Heart Do All the Talking" foi planejada e anunciada no site oficial para ser lançada em junho de 2003, pela Stockholm Records, como o terceiro e último single do álbum, no entanto apenas poucas cópias promocionais foram impressas e distribuídas e o lançamento foi cancelado.

## Canções
Duas canções previamente incluídas em filmes da Disney, também estão presentes, a saber: "Heartbreak Lullaby", presente na trilha sonora do filme O Diário da Princesa e "Can't Help Falling In Love", incluída na trilha sonora do filme de animação de longa-metragem Lilo & Stitch, de 2002.
Também estão presentes alguns covers, como "One Night in Bangkok" de Murray Head que foi gravada e originalmente composta pelos membros do ABBA Benny Andersson e Björn Ulvaeus, junto com Tim Rice; a canção "Shame, Shame, Shame" do grupo de música disco Shirley & Company; e "The Letter" do grupo de rock The Box Tops.

## Singles
"Floorfiller" foi lançado como o primeiro single. A faixa foi escrita por Grizzly, Tysper e Mack, que já haviam trabalhado com o grupo em várias canções de seu segundo álbum de estúdio, Teen Spirit, incluindo "Upside Down" e "Halfway Around the World". O videoclipe dirigido por Sanaa Hamri e foi filmado no Loft, um clube em Los Angeles. Os A-Teens participaram da criação do conceito do vídeo, que foi coreografado por Charles Klapow, que mais tarde seria o coreógrafo do filme original do Disney Channel, High School Musical, de 2006. No país natal dos A*Teens, a música atingiu o pico a posição de número 4, na parada musical semanal, e apareceria nas tabelas de 2002 e 2003 como uma das músicas mais tocadas nos anos citados, nas posições de número 31 e número 45, respectivamente. O sucesso foi condecorado com um disco de ouro no país, por mais de 15 mil cópias vendidas do single físico. Outros países onde apareceu nas paradas são Alemanha, na posição de número 33, na Áustria na posição de número 46, e também em primeiro lugar na Radio Disney, dos Estados Unidos.
"Perfect Match" foi o segundo e último single. A faixa foi escrita por Mack, Habolin e Jasson e se tornou um dos maiores sucessos da banda na Suécia, onde atingiu a posição de número 2. O vídeoclipe foi filmado em Cuba e co-dirigido pelos próprios A-Teens.

## Desempenho comercial
Comercialmente, o álbum tornou-se um sucesso no país natal dos cantores, alcançando a posição de número 4. Entre os países nos quais apareceu nas tabelas musicais estão a Alemanha, na posição de número 95 e a Suíça, na posição de número 91.

## Lista de faixas
Créditos adaptados do encarte do CD New Arrival, de 2003.
| N.º | Título                                             | Compositor(es)                                                   | Duração |  |
| 1.  | "Floorfiller"                                      | Gustav Jonsson Markus Sepehrmanesh Tommy Tysper                  | 3:13    |  |
| 2.  | "Have a Little Faith in Me"                        | Marcus Black Johan Becker Leif Larson                            | 3:03    |  |
| 3.  | "Shame Shame Shame"                                | Jonsson Tysper Sylvia Robinson                                   | 2:52    |  |
| 4.  | "Let Your Heart Do All the Talking"                | Johnson Sepehrmanesh Tysper                                      | 3:24    |  |
| 5.  | "A Perfect Match"                                  | Robert Habolin Mats Jansson Sepehrmanesh                         | 3:00    |  |
| 6.  | "The Letter"                                       | Anders Hansson Wayne Thompson                                    | 2:55    |  |
| 7.  | "Cross My Heart"                                   | Johnson Sepehrmanesh Tysper Marie Serneholt                      | 3:35    |  |
| 8.  | "In the Blink of an Eye"                           | Tremolo Serneholt                                                | 3:30    |  |
| 9.  | "School's Out"                                     | Alice Cooper Dennis Dunaway Glen Buxton Michael Bruce Neal Smith | 3:02    |  |
| 10. | "Closer to Perfection"                             | Alexandra Talomaa                                                | 3:10    |  |
| 11. | "Shangri-La"                                       | Tremolo Amit Paul                                                | 3:14    |  |
| 12. | "One Night in Bangkok"                             | Benny Andersson Björn Ulvaeus Tim Rice                           | 3:31    |  |
| 13. | "Can't Help Falling in Love" (faixa bônus)         | George David Weiss Hugo Peretti Luigi Creatore                   | 3:05    |  |
| 14. | "Heartbreak Lullaby" (versão balada) (faixa bônus) | Jan Kask Peter Mansson Cathy Dennis                              | 4:08    |  |

- As faixas 1, 4, 7–10, 13 foram previamente lançadas no álbum Pop 'til You Drop! (2002).[10]
- A faixa 9 tem um final alternativo da versão contida em Pop 'Til You Drop! (2002).[10]
- A faixa 14 foi anteriormente lançada no maxi-single Heartbreak Lullaby (2001).

| N.º | Título           | Compositor(es)                     | Duração |  |
| 15. | "Hi and Goodbye" | Anders Wikström, Fredrik Thomander | 4:13    |  |

- A faixa 15 foi previamente lançada em Pop 'Til You Drop! (2002).[10]

## Tabelas

### Tabelas semanais
| Tabela musical (2003)                 | Melhor posição |
| ------------------------------------- | -------------- |
| Alemanha (Offizielle Deutsche Charts) | 95             |
| Suécia (Sverigetopplistan)            | 4              |
| Suíça (Schweizer Hitparade)           | 91             |